# 응용윤리학
응용 윤리는 도덕적 고려 사항을 실제로 적용하는 것을 말한다. 그것은 사생활 및 공적 생활, 직업, 건강, 기술, 법률 및 리더십 영역에서 실제 행동과 도덕적 고려에 관한 윤리이다. 예를 들어, 생명윤리 커뮤니티는 안락사, 희소한 의료 자원의 할당 또는 연구에서 인간 배아의 사용과 같은 생명 과학의 도덕적 문제에 대한 올바른 접근 방식을 식별하는 데 관심이 있다. 환경 윤리는 오염을 정화해야 하는 정부와 기업의 책임과 같은 생태 문제와 관련이 있다. 기업 윤리에는 일반 대중에 대한 '내부 고발자'의 의무 또는 의무 또는 고용주에 대한 충성도에 관한 질문이 포함된다.
응용윤리는 학문적 철학적 담론의 영역을 넘어 윤리학의 연구를 확장시켰다. 오늘날 나타나는 응용윤리학 분야는 1970년대 초반 의학과 기술의 급속한 발전을 둘러싼 논쟁에서 출발하여 현재 도덕철학의 한 하위 학문으로 자리 잡았다. 그러나 응용 윤리는 그 특성상 의학, 비즈니스 또는 정보 기술과 같은 분야에서 잠재적인 윤리적 문제에 대한 전문적인 이해가 필요하기 때문에 다중 전문 과목이다. 오늘날 윤리적 행동 강령은 거의 모든 직업에 존재한다.
도덕적 딜레마를 조사하기 위한 응용 윤리 접근법은 다양한 형태를 취할 수 있지만 생명 윤리 및 의료 윤리에서 가장 영향력 있고 가장 널리 사용되는 접근법 중 하나는 Tom Beauchamp와 James Childress가 개발한 4가지 원칙 접근법이다. 일반적으로 원칙주의 라고 하는 4가지 원칙 접근 방식은 자율성, 악의 없는 행동, 선행 및 정의라는 4가지 기본적 윤리 원칙을 고려하고 적용하는 것을 수반한다.